# Foxy
Foxy war eine fünfköpfige US-amerikanische Latin-Dance-/Discogruppe. Sie wurde 1976 in Miami (Florida) gegründet.

## Mitglieder
Die Band bestand aus folgenden Mitgliedern:
- Ish „Angel“ Ledesma (* 2. Oktober 1952 auf Kuba): Gesang, Gitarre
- Richard „Richie“ Puente (* 15. Juni 1953, † 18. Juli 2004): Percussion; er war der Sohn des Bandleaders Tito Puente
- Charlie Murciano: Keyboard
- Arnold Paseiro: Bass
- Joe Galdo: Schlagzeug

## Werdegang
Die Band wurde von dem Produzenten Henry Stone auf seinem Label TK Records als Nachfolger von KC and the Sunshine Band aufgebaut. Der größte Erfolg gelang ihnen mit der Single Get Off  aus dem gleichnamigen Album aus dem Jahr 1978. Die Aufnahme erreichte in den Billboard Hot 100 Platz 9 und hielt in den US-amerikanischen Soulcharts für zwei Wochen Platz 1.
Mit der Nachfolgesingle Hot Numbers und dem mit gleichem Titel veröffentlichten Album gelang ihnen 1979 ein weiterer Hit in den Vereinigten Staaten. Nach der Veröffentlichung von drei Alben auf TK Records löste sich die Band wieder auf.
Ledesma formierte später die Band Oxo (1983) und zusammen mit seiner Ehefrau Lori L. sowie seiner Schwägerin Lezlee Livrano die Band Company B (1986).

## Diskografie

### Alben
| Jahr | Titel       | Höchstplatzierung, Gesamtwochen, AuszeichnungChartplatzierungen (Jahr, Titel, Platzierungen, Wochen, Auszeichnungen, Anmerkungen) | Höchstplatzierung, Gesamtwochen, AuszeichnungChartplatzierungen (Jahr, Titel, Platzierungen, Wochen, Auszeichnungen, Anmerkungen) | Anmerkungen |
| Jahr | Titel       | US | R&B | Anmerkungen |
| ---- | ----------- | --- | --- | ----------- |
| 1978 | Get Off     | US12 (27 Wo.)US | R&B3 (29 Wo.)R&B |             |
| 1979 | Hot Numbers | US29 (16 Wo.)US | R&B10 (16 Wo.)R&B |             |

Weitere Alben
- 1976: Foxy
- 1979: Party Boys
- 1980: Live

### Singles
| Jahr | Titel Album                           | Höchstplatzierung, Gesamtwochen, AuszeichnungChartplatzierungen (Jahr, Titel, Album, Platzierungen, Wochen, Auszeichnungen, Anmerkungen) | Höchstplatzierung, Gesamtwochen, AuszeichnungChartplatzierungen (Jahr, Titel, Album, Platzierungen, Wochen, Auszeichnungen, Anmerkungen) | Höchstplatzierung, Gesamtwochen, AuszeichnungChartplatzierungen (Jahr, Titel, Album, Platzierungen, Wochen, Auszeichnungen, Anmerkungen) | Anmerkungen |
| Jahr | Titel Album                           | US | R&B | Dance | Anmerkungen |
| ---- | ------------------------------------- | --- | --- | --- | ----------- |
| 1976 | Get off Your Aaahh and Dance Foxy     | — | R&B39 (10 Wo.)R&B | — |             |
| 1977 | The Way You Do the Things You Do Foxy | — | — | Dance5 (8 Wo.)Dance |             |
| 1978 | Get Off                               | US9 (21 Wo.)US | R&B1 (24 Wo.)R&B | Dance18 (11 Wo.)Dance |             |
| 1979 | Hot Number Hot Numbers                | US21 (15 Wo.)US | R&B4 (20 Wo.)R&B | Dance26 (13 Wo.)Dance |             |
| 1979 | Rrrrrrock Party Boys                  | — | R&B22 (14 Wo.)R&B | Dance66 (6 Wo.)Dance |             |
| 1980 | Party Boys                            | — | — | Dance24 (35 Wo.)Dance |             |